# Kaino-hama Beach
Der Kaino-hama Beach (japanisch 貝の浜 Kai-no-hama, deutsch ‚Muschelstrand‘) ist ein kleiner Strand der antarktischen Ost-Ongul-Insel in der Inselgruppe Flatvær. Er liegt 300 m südlich des Kitami Beach.
Luftaufnahmen und Vermessungen einer von 1957 bis 1962 durchgeführten japanischen Antarktisexpedition dienten seiner Kartierung. Das Advisory Committee on Antarctic Names übertrug die japanische Benennung im Jahr 1968 ins Englische.